# Cinema multisala

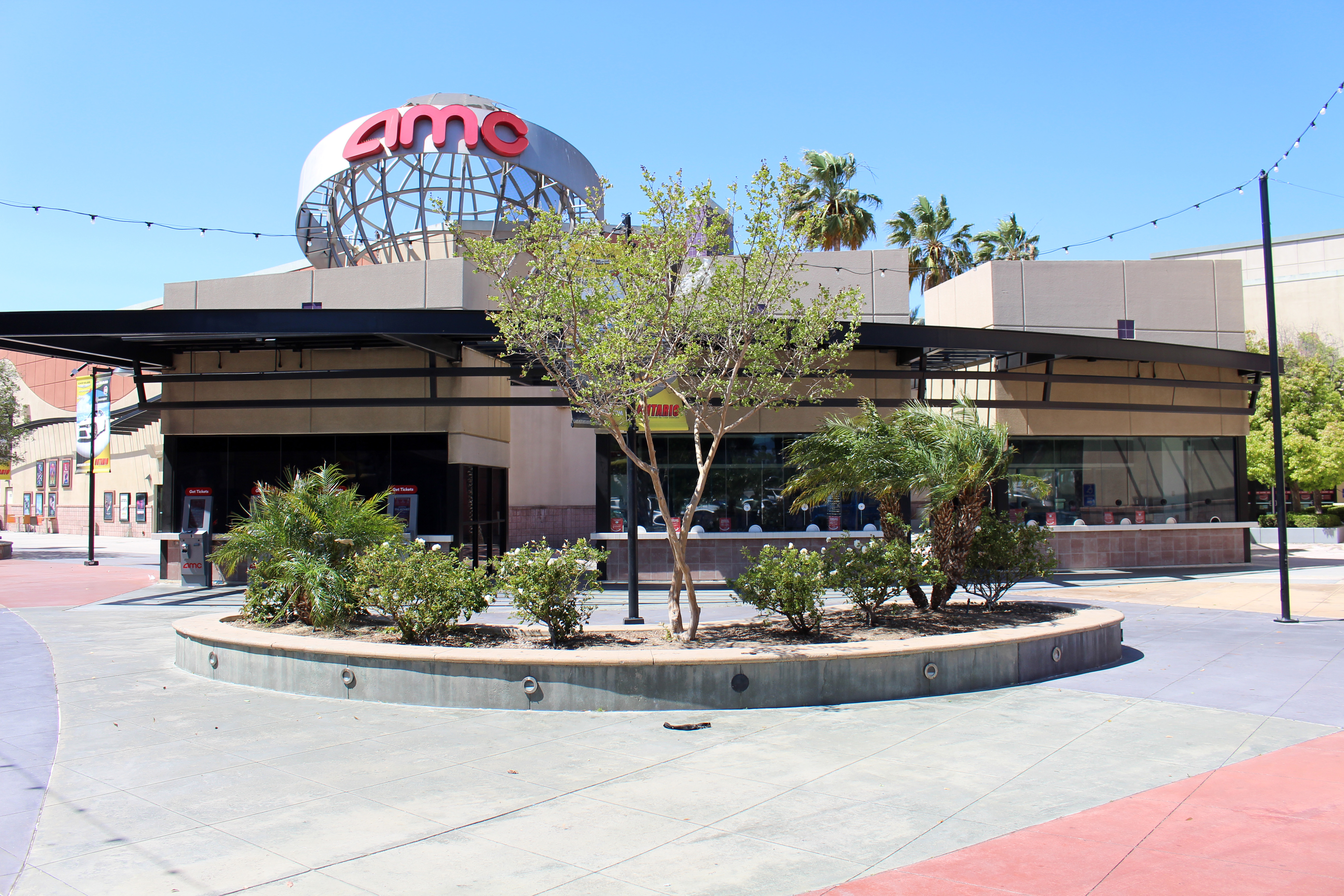
Entrata di un cinema multisala AMC Grand negli USA

Un cinema multisala o semplicemente multisala è un teatro cinematografico che prevede da 2 a 10 schermi di riproduzione, solitamente ricavato dalla ristrutturazione e/o ampliamento di una preesistente monosala cittadina. Si parla invece di multiplex nel caso di teatri cinematografici costruiti exnovo - solitamente fuori dei centri storici per necessità di grandi spazi a prezzi accessibili - con una concezione avanzata che ottimizza la fruizione da parte degli spettatori, a partire dall'ampia disponibilità di parcheggi, e contemporaneamente la gestione da parte dell'esercente. Sono definiti anche cityplex se sono collocati in città ed in tal caso raramente superano i 6/7 schermi. I più grandi complessi di questo tipo vengono anche chiamati megaplex, solitamente al di sopra delle 15 sale. La competizione rappresentata da un multiplex è spesso correlata ad un'esclusione dal circuito cinematografico di sale cinematografiche minori, in analogia all'impatto della grande distribuzione sui piccoli esercizi commerciali.
I multiplex sono spesso sviluppati in prossimità, o addirittura all'interno, di grandi complessi commerciali e spesso comprendono anche altri tipi di locali, oltre alle sale, come ristoranti, bar, locali etnici, sale giochi, ecc.
In Italia storicamente, al di là di piccole ancorché significative esperienze come l'Arcadia di Melzo, l'avvento del multiplex si fa risalire all'autunno del 1997 quando Warner Village Cinemas (joint venture fra Warner Bros. Cinemas (USA al 45%) Village Roadshow Cinemas (Australia al 45%) e Focus International (Italia al 10%) come essenziale catalizzatore degli investimenti internazionali nei siti adatti) aprono in settembre a Vicenza, in ottobre a Verona e in dicembre a Bari le prime tre strutture di nuova generazione. Seguono in rapida successione altre aperture fra cui va citata quella di dicembre 1998 di Parco de Medici a Roma (18 sale per 4.500 posti) che rimane tuttora il multiplex di maggior affluenza in Italia e quella del multiplex del Porto Allegro di Montesilvano, inaugurato a settembre 1999 (11 sale).
Alla fine degli anni ‘90 si affermano sul mercato altri circuiti di valenza nazionale quali UCI e Medusa Cinema e poi altri, soprattutto a livello regionale.
La fase di sviluppo in Italia è ormai conclusa avendo raggiunto multiplex e multisala una quota di mercato attorno al 50% dei 2800 schermi attuali.
In America è possibile trovare megaplex di grandezza esorbitante. Esempi sono riscontrabili nel Cineplex di Toronto, Canada, con un megaplex di 16 schermi; lo Studio 28 di Grand Rapids, Michigan, USA, con 20 schermi e una capacità di 6000 posti a sedere.

## Storia e diffusione
Un primo esempio di sala con più proiezioni è stato il cinema teatro Gloria a Napoli (Italia), che prima degli anni '50 utilizzò per la prima volta una sala secondaria per riprodurre, contemporaneamente alle ultime uscite, film meno recenti ma che continuavano a generare incassi.
Il cinema teatro Maestoso a Roma è stato il primo multisala realizzato nella Capitale ed uno dei primi in Italia. Ideato dall'architetto Riccardo Morandi nel 1954 e completato nel 1957, concentra nello stesso edificio un mix di funzioni. Oltre al cinema ci sono infatti un teatro, appartamenti e locali commerciali che però, da anni, hanno smesso di ospitare degli esercenti. Aveva inizialmente la capienza di 2600 posti ed è ora abbandonato da anni.
Si ritiene che il primo megaplex in assoluto ad essere stato costruito sia il Kinepolis a Bruxelles, Belgio, che aprì nel 1988 con ben 25 schermi.
Negli Stati Uniti fu l'AMC Grand, costruito nel 1995 con 24 schermi. Da allora i multisala si espansero in tutti gli Usa portando molti nuovi complessi ad avere sino ad oltre 30 schermi di riproduzione.
Altri esempi sono riscontrabili in Australia; è proprio nel più grande complesso commerciale della nazione, il Westfield Marion (Adelaide, Australia) che si trova un Megaplex di ben 26 schermi. L'Oriente sembra ancora sprovvisto di tale innovazione, commercialmente disastrosa per le sale minori diffuse nei vari paesi. In India, comunque, troviamo l'eccezione, seppur i multiplex siano circoscritti nelle grandi città.

## Cinema in Italia
- UCI Cinemas (United Cinemas International), di proprietà del private equity group Terra Firma Capital Partners S.r.l., conta 46 strutture e 466 sale;
- The Space Cinema, nato nel 2009 come fusione di Warner Village Cinemas e Medusa Multicinema, apparteneva per il 51% a 21 Investimenti di Alessandro Benetton e per il 49% a Mediaset, fino a quando è passato a novembre 2014 nelle mani di Vue International ed oggi conta 36 strutture e 362 sale per 79.000 poltrone totali;
- Anteo spazioCinema, circuito di sale cinematografiche lombarde di proprietà di Anteo S.p.A. e di Partecipazioni Lumiere S.r.l., gestite dal socio fondatore e produttore cinematografico Lionello Cerri, rispettivamente AD e Presidente delle due società, si compone attualmente dello storico cinema Anteo (fondato nel 1979 in Porta Garibaldi, nel cuore di Milano), divenuto nel 2017 "Anteo Palazzo del Cinema" a seguito di una ristrutturazione totale del palazzo storico in cui si trovavano le 4 sale precedenti, e trasformato in multisala con 11 impianti su 4 piani per un totale di 5.500 mq (con 2 bar, un ristorante e una biblioteca); dalla multisala "CityLife Anteo" (7 sale), inaugurata il 16 dicembre 2017 nel nuovo centro commerciale cittadino CityLife (nato dalla riqualificazione dell'area ex-Fiera Campionaria); il cinema "Ariosto Anteo spazioCinema" (ex cinema storico Ariosto, fondato nel 1948 dalla trasformazione della precedente sala parrocchiale degli anni '30, rilevato da Anteo S.p.A. nel 2015 e ristrutturato interamente nel 2021); e poi, fuori Milano, la multisala "Capitol Anteo spazioCinema" di Monza (4 sale), la multisala "Cremona Po spazioCinema" di Cremona (10 sale) e la multisala "Treviglio Anteo spazioCinema" di Treviglio (BG) (6 sale). In totale il marchio "spazioCinema" gestisce in Lombardia 6 strutture (di cui 5 multiplex) con 39 sale cinematografiche delle quali svariate dotate di schermi 4K e sistemi audio Dolby Atmos. In precedenza la Anteo S.p.A. di Lionello Cerri aveva ristrutturato ed inaugurato nel 2005 anche la multisala "Apollo spazioCinema" (5 sale in galleria Vittorio Emanuele II, a fianco del Duomo), gestendola fino al 2017 quando la società proprietaria del palazzo aveva venduto l'immobile al colosso americano Apple, che l'ha poi trasformato nel suo primo Apple Store cittadino.
- Movie Planet, nato a Parona, ma con sede e uffici a Vigevano. Ben presto diventa in pochi mesi una catena aprendo anche due multiplex nel Piemonte orientale, di cui uno a Bellinzago Novarese e l'altro a Borgo Vercelli. Di recente sono stati aperti altri 3 multisala in Lombardia di cui uno a San Martino Siccomario, uno a Busnago, all'interno del Centro commerciale "Il Globo" e uno a San Giuliano Milanese presso il Centro Commerciale San Giuliano.
- Circuito Cinema, società fondata nel 1996, con 59 strutture e più di 130 sale. Ha la peculiarità di avere i propri impianti in posizione mediamente centrale all'interno delle città, contrariamente ai tipici multiplex, e di proporre una programmazione di qualità, mirata a un pubblico prevalentemente di cinefili. Spesso i multisala di questo circuito, come il Colosseo in Viale Montenero a Milano, coniugano offerta commerciale e cinema d'autore.[2]
- Multicompany srl, con sede a Catania, gestisce otto multiplex ad insegna "EPlanet" in Sicilia: le multisale Lo Pò, Ariston e EPlanet di Catania, la multisala EPlanet di Castrofilippo (AG), il Cine Teatro Vasquez di Siracusa, la multisala Hollywood di Gela (CL) e le multisale King e EPlanet di Palermo.
- Cin. Cin. S.p.A., con sede a Brescia, gestisce i multisala "Oz" e "Wiz" e i cinema "Moretto" e "Sociale" a Brescia; il multisala "Portanova" a Crema; i multisala "Colosseo" ed "Eliseo" e il cinema "Arlecchino" a Milano.
- Starplex dispone di multisala a Corte Franca, Curtatone, Marano Vicentino, Sondrio, Tradate e Roma in zona Ottavia; unitamente a due multisala ad insegna "Cinestar" a Santa Maria del Sasso di Cortenuova e a San Giovanni la Punta.
- Arcadia srl, con sede a Melzo (MI), dispone di quattro multiplex: Melzo (1997), Erbusco (BS, 2006), Bellinzago Lombardo (MI, 2007) e Stezzano (BG, 2021). Il cinema di Melzo, primo in Italia ad aver adottato un sistema di proiezione totalmente digitale ed uno dei tre, sempre in Italia, in grado di proiettare nel formato 70mm , predispone di una sala Dolby Atmos da 630 posti (Sala Energia), per anni la più grande in Europa. La struttura di Stezzano, invece, situata all'interno del centro commerciale "Le Due Torri" nel bergamasco, predispone di due sale Energia con impianto immersivo Dolby Atmos - Meyer Sound di ultima generazione.